# Anders Gustaf Sefström
Anders Gustaf Sefström, född 20 maj 1790 i Ilsbo socken, Gävleborgs län, död 5 februari 1861 i Ljusdals socken, Gävleborgs län, var en svensk präst och psalmförfattare. 
Han var bror till Nils Gabriel Sefström.
Sefström blev student vid Uppsala universitet 1808, prästvigdes 1813 samt blev komminister 1822 i Rogsta och Ilsbo socknar, 1831 i Norrbo socken, därefter i Bjuråkers socken och slutligen 1850 i Ljusdals socken. Han var en bemärkt predikant och deltog i sin tids nykterhetsrörelse. Bland hans skrifter märks Några blad till historien om läsarne (1841) och D:r M. Luthers lilla cateches och d:r J.A. Lindbloms förklaring, med tillägg och utredning vid hvarje förklaringsstycke (1845; många upplagor). Han finns representerad i en senare upplaga av Sions Nya Sånger. 

## Psalmer
- Hör - kära yngling, stanna! nummer 155 i Sions Nya Sånger under rubriken "Sång till Ungdomen". 7:e upplagan tryckt 1870.